# 沃利察 (納拉伊夫市鎮)
49°27′6″N 24°46′33″E / 49.45167°N 24.77583°E
沃利察（烏克蘭語：Волиця）是位於烏克蘭西南部的村莊，由特諾皮爾州裡特諾皮爾區的納拉伊夫市鎮負責管轄。該村分別距離羅哈欽1公里和庫里亞尼1.5公里，始建於十八世紀，面積1.458平方公里，2001年人口533。